# من الجوز الأوروبي
من الجوز الأوروبي (الاسم العلمي: Chromaphis juglandicola)، نوع من من الجوز ورتبة نصفيات الأجنحة وفصيلة المنيات.
وصف لأول مرة من قبل يوهان هاينريش كالتنباش عام 1843.